# Circulador

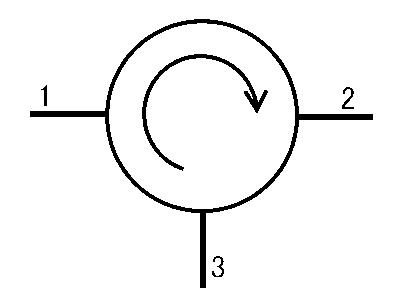
Posiciones de las puertas.

Se llama circulador a un dispositivo óptico o de microondas con tres puertas, numeradas 1, 2 y 3.
Toda la energía que incide por la puerta 1 se transmite a la puerta 2; la incidente por la puerta 2 pasa a la 3 y la incidente por la puerta 3, sale por la 1. La transmisión en sentido inverso no se produce.
- Directividad: Es la relación entre la potencia que se tiene en la puerta 2 (Acoplada) y la de la puerta 3 (Aislada), cuando se alimenta por la puerta 1. Se expresa en decibelios (dB). Su valor típico es 20 dB.
- Perdidas o pérdidas de inserción: Es la relación entre la potencia incidente y la potencia de salida. Se expresa en dB.

El circulador fue inventado por Lester Hogan, en los Laboratorios Bell al final de la Segunda Guerra Mundial. Estudiando las ecuaciones de Maxwell, un matemático de los laboratorios Bell había llegado a la conclusión de que si las ecuaciones eran correctas y completas, tendrían que existir dispositivos no recíprocos. El personal de Bell se lanzó a la búsqueda de dichos dispositivos, pero no fue hasta la llegada de Hogan que produjeron el primer circuito real.

## Fórmula Matemática
Como fórmula matemática para la descripción del funcionamiento descrito del circulador/girador mediante los parámetros S:
{\displaystyle S={\begin{bmatrix}0&1\\-1&0\\\end{bmatrix}}}
- Datos: Q162869
- Multimedia: Circulator circuits / Q162869